# آيت خويا امحند (إمهيواش)
آيت خويا امحند هو دُوَّار يقع بجماعة دير القصيبة، إقليم بني ملال، جهة بني ملال خنيفرة في المملكة المغربية. ينتمي الدوّار لمشيخة إمهيواش التي تضم 3 دواوير. يقدر عدد سكانه بـ 762 نسمة حسب الإحصاء الرسمي للسكان والسكنى لسنة 2004.

## وصلات خارجية
- البوابة الوطنية للجماعات الترابية
- المندوبية السامية للتخطيط